# Fargesia gongshanensis
Fargesia gongshanensis är en gräsart som beskrevs av Tong Pei Yi. Fargesia gongshanensis ingår i släktet bergbambusläktet, och familjen gräs. Inga underarter finns listade i Catalogue of Life.